# Пілиця (річка)
Піли́ця (пол. Pilica) — річка в Польщі, ліва притока Вісли; довжина — 342 км, сточище — 9 245 км².
Річка Піліца протікає через Польську Юру, а далі пролягає Центральною Польською рівниною. Свої води вона несе до Вісли, у яку впадає поблизу села Островек, у межах Центральної долини Вісли.
У 1974 році неподалік Сулеюва було збудовано дамбу, внаслідок чого утворилося штучне водосховище — Сулеювське озеро, площею 2700 гектарів. Територію басейну Піліци іноді називають Надпіліччям. Сама річка відіграє роль природного кордону між історичними регіонами Малою Польщею, Великопольщею та Мазовією.
На водному маршруті річки розташований перший у Польщі «музей річки просто неба» — Музей просто неба річки Піліца. Неподалік також знаходиться природний заповідник «Блакитні джерела», відомий своєю мальовничою природою та унікальними джерелами.
Річка тече переважно по рівнині. Середні витрати 40 м³/с. Весняні паводки. Судноплавна в нижній течії. Міста: Томашув Мазовецький, Варка, Нове-Място-над-Пилицею, Щекоцини та ін.